# Casa di tolleranza

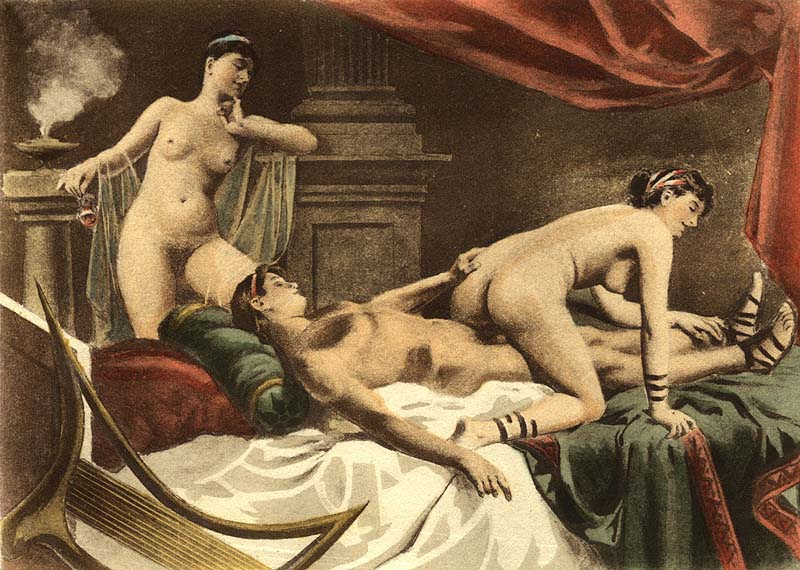
Due prostitute e un cliente nel bordello, dipinto di Édouard-Henri Avril.

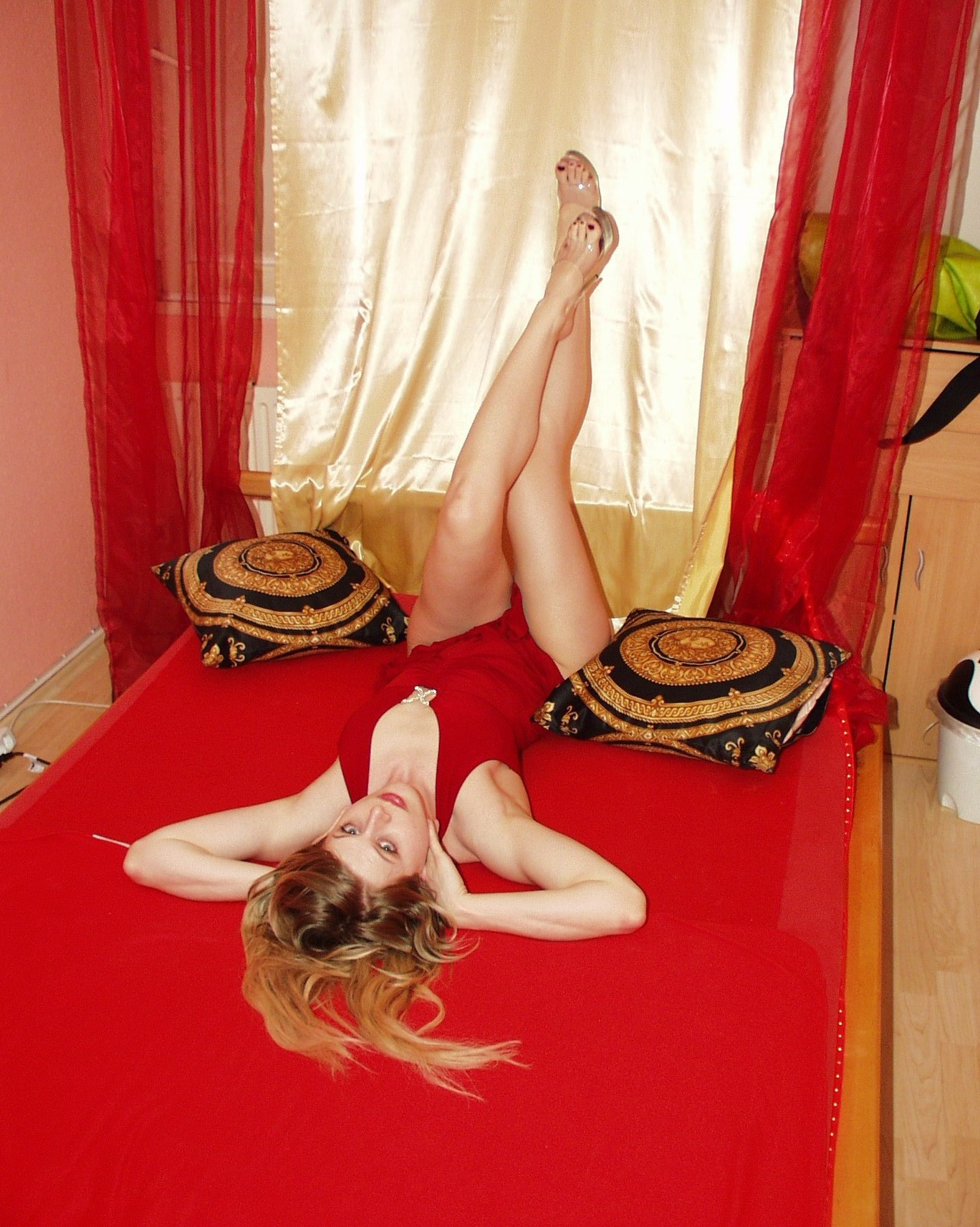
Prostituta in un bordello tedesco ai giorni d'oggi.

Una casa di tolleranza (anche detta comunemente casa di piacere, casa d'appuntamenti, casa chiusa, postribolo, lupanare, bordello, casìno) è un luogo chiuso in cui si esercita la prostituzione.

## Etimologie

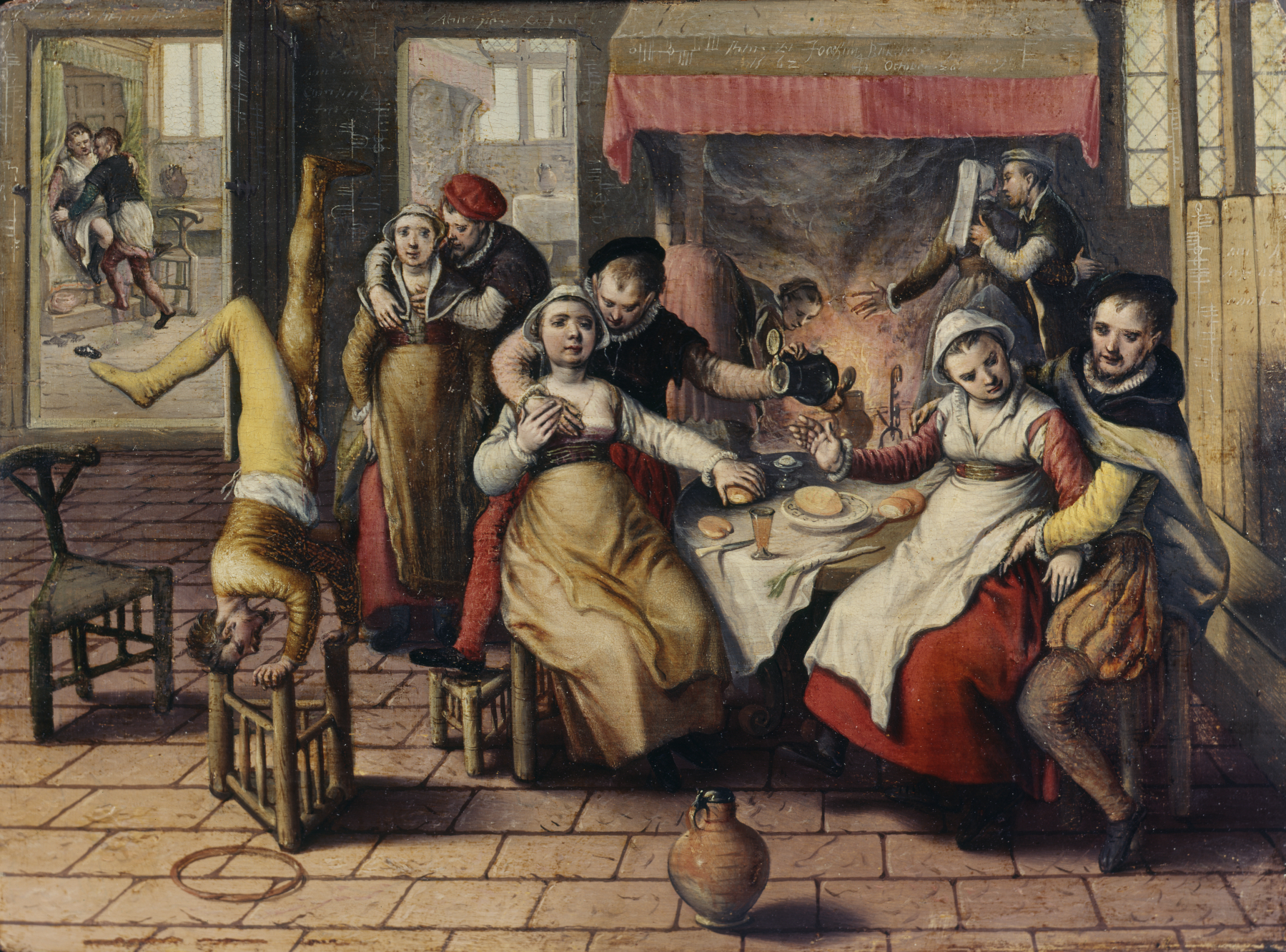
Bordello (Brothel, 1562), di Joachim Beuckelaer. Scene animate di baldoria in locande di paese e nei bordelli erano molto bene illustrati come prova dei divertimenti a cui si abbandonavano con facilità i contadini.

Il termine bordello deriva dal franco provenzale antico bordel, una variazione di borde (casetta o capanna di assi), ma collegato anche al fatto che nelle città francesi il quartiere dei lupanari si trovava sempre "ai bordi" del fiume (bord de l'eau) che attraversava il centro abitato. Appare in volgare italiano per la prima volta con Brunetto Latini alla fine del Duecento nel suo Novellino, e poco dopo anche con Dante, che nel Purgatorio lo utilizza in senso figurato:
(VI 78-80)
Nel corso del XVII secolo appare anche il modo di dire "far bordello" o "far casino" nel significato preminente di confusione, ma anche come sinonimo di "scherzare". Nella moderna lingua italiana sia bordello sia casino hanno via via sempre più assunto connotazione altamente triviale, parole pertanto sostituite dalle persone più raffinate con espressioni come casa di tolleranza o casa di piacere.

## Storia
La prima menzione registrata della prostituzione come una vera e propria professione appare in alcuni documenti sumeri datati all'incirca al 2400 a.C.; essi descrivono un tempio-bordello gestito da sacerdoti sumeri nella città di Uruk. Il "Kakum" o tempio, era stato dedicato alla dea Ishtar e pare alloggiasse tre categorie di donne: un primo gruppo veniva a eseguire nel tempio solo specifici riti sessuali, il secondo gruppo soggiornava temporaneamente e si concedeva soltanto a determinati visitatori, il terzo invece era rappresentato dalla classe più bassa e viveva stabilmente nel recinto del tempio, ma le sue componenti erano anche libere di cercare clienti per le strade. Negli anni successivi, la prostituzione sacra e altre similari classificazioni delle "donne pubbliche" sono notoriamente esistite anche nell'antica Grecia e nell'antica Roma, oltre che in India, Cina e Giappone.
L'esercizio della prostituzione, se da un lato è stato sempre giudicato riprovevole all'interno di quasi tutti i contesti politici e religiosi, dall'altro veniva di fatto tollerato nella consapevolezza del ruolo che rivestiva nell'ambito sociale. In alcune civiltà antiche (specialmente orientali, come quella dei babilonesi) la prostituzione sacra era una sorta di sacrificio espiatorio cui le donne della città, anche nobili e ricche, erano obbligate a sottoporsi una volta nella vita, di solito prima del matrimonio, devolvendo i proventi al tempio della dea.
In Grecia il fenomeno di attributo sacrale dato alla prostituzione era raro e si discute addirittura della sua storicità, anche se questa sembra comprovata dalla testimonianza del poeta Pindaro a proposito del tempio di Afrodite a Corinto (fr. 122 Maehler "ospitali giovinette, ancelle della dea della Persuasione nella ricca Corinto"). A Roma la prostituzione sacra era talmente biasimata che alcuni scrittori se ne servono come pretesto per denigrare Cartagine dove, a quanto sembra, le giovanette si prostituivano temporaneamente nel tempio di Tanit (una Dea equivalente alla fenicia Astarte e alla greca Afrodite) per farsi la dote.
L'istituzione dei primi bordelli pubblici nell'antica Grecia viene tradizionalmente fatta risalire alla riforma fatta approvare dal legislatore sociale Solone (considerato uno dei sette savi dell'antichità); sarebbero nati con una precisa funzione sociale, quella di "democratizzare" cioè la possibilità di accedere al "piacere eterosessuale": il commediografo Filemone di Siracusa riferisce nei frammenti rimasti della sua opera intitolata "Gli Adelfi" (I fratelli) come nel vedere che molti giovani cittadini subivano potentemente l'influsso causato dagli impulsi naturali, rischiando pertanto di perdersi lungo cattive strade, il saggio Solone fece predisporre alcune "donne in vendita" nei vari quartieri della polis, sempre pronte e disponibili per tutti.
I postriboli greci oltre ad esser pubblici erano pure a buon mercato (venendo a costare da un obolo a mezza dracma, non di più) e all'interno di essi vi operavano esclusivamente schiave chiamate porné-in vendita (così come i pornéia erano i luoghi utilizzati dalle porné e adibiti alla loro occupazione). I ricchi proprietari terrieri potevano inoltre destinare alcuni tra i propri immobili a uso e funzione di bordello, mentre lo stato ne ricavava una tassa detta télos pornikòn. Le case di prostituzione erano indicate spesso da un fallo dipinto di rosso sulla porta, illuminato nelle ore notturne da una lampada: le "luci rosse" dell'epoca le quali venivano così ad accendere la notte buia.
Il comico Senarco in "Pentathlon" dichiara che i giovani cittadini possono andar a trovare, ogni qual volta lo desiderino, belle ragazze al lupanare; ognuno può scegliere quella che preferisce e che più si adatta ai suoi gusti, giovane o vecchia, alta o bassa, magra o grassa, dopo averle attentamente osservate mentre prendono il sole a seno nudo disposte in fila. Questi luoghi erano solitamente frequentati dalla popolazione maschile di più bassa estrazione, laddove i più ricchi e nobili potevano scegliere invece di affittare un'etera; diffusi in tutte le città con l'unica eccezione costituita dalla guerresca Sparta.
Ma, almeno ad Atene, dovevano esistere anche bordelli dedicati alla prostituzione maschile in cui lavoravano ragazzi ridotti in schiavitù; esistevano non solo nel quartiere a luci rosse nei pressi del porto al Pireo, nel quartiere del Ceramico o al Licabetto, ma praticamente in tutte le zone della città di Atene. Il più celebre di questi giovani prostituti è forse Fedone di Elide: ridotto in schiavitù dopo la presa della sua isola natale da parte delle truppe ateniesi, venne mandato a lavorare in uno dei bordelli cittadini fino a quando Socrate non lo conobbe e pagò per comprare la sua libertà. Il ragazzo, colmo di gratitudine, divenne un seguace del filosofo e il suo nome ha finito per dare il titolo a uno dei dialoghi maggiori di Platone, per l'appunto il Fedone, riguardante le ultime ore di vita di Socrate prima della sua condanna a morte.

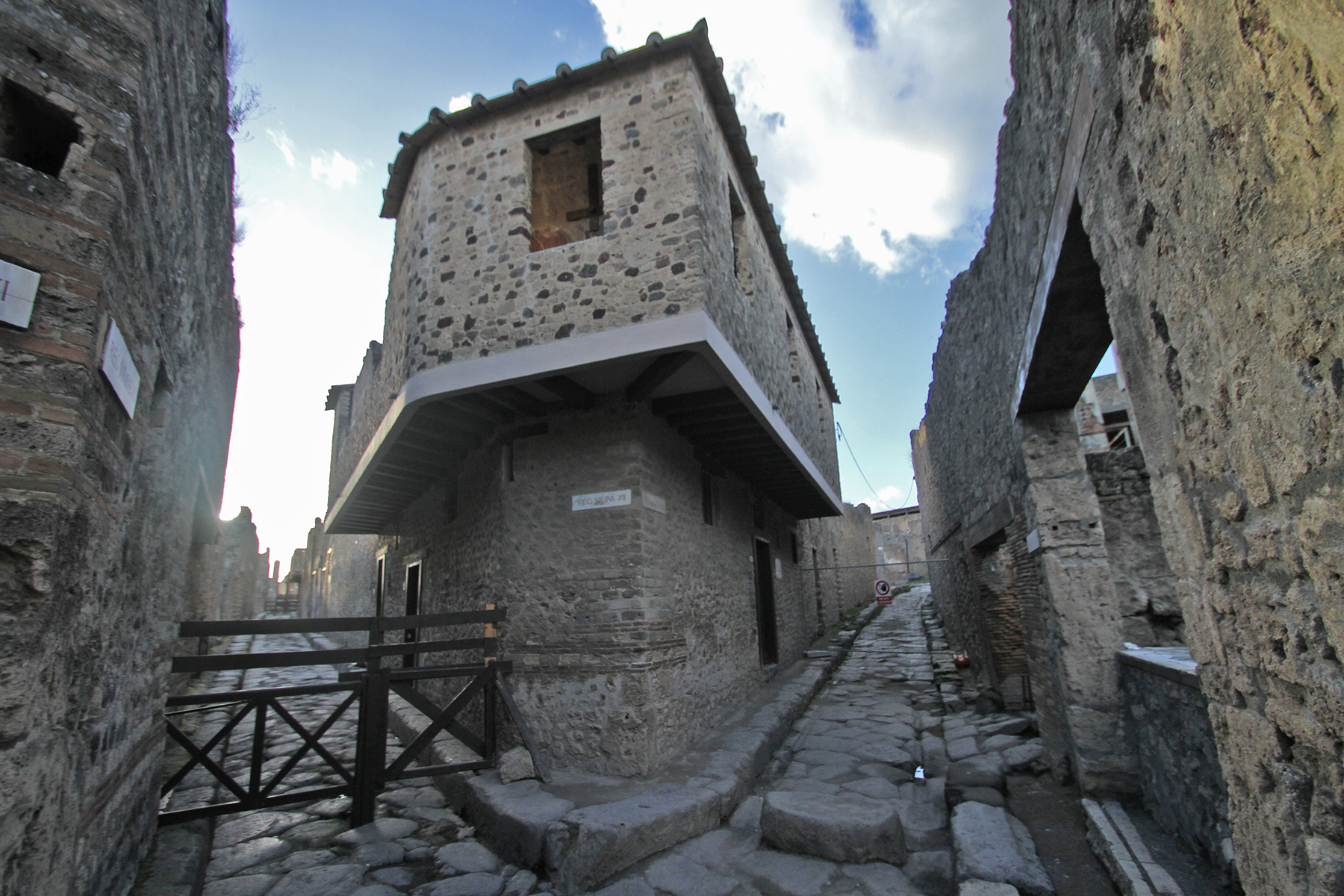
Il lupanare di Pompei antica.

Nell'antica Roma invece il bordello può essere chiamato in vari modi: i più miserabili erano i fornices (da cui il lemma fornicare), costituiti da un unico vano; poi vi erano gli stabula (lett. stalla, covile), i lupanaria (ricettacoli delle lupe, ossia le prostitute di più bassa estrazione) e i postribula - luogo in cui ci si offre. Vi erano poi bettole e locande che potevano svolgere saltuariamente anche attività di bordello. Le camere recavano dipinto sulla porta il nome della meretrice affiancato dalla tariffa richiesta, generalmente un asse. I lupanari aprivano nel tardo pomeriggio e a operarvi erano in prevalenza schiave, ex-schiave o serve di vario tipo.

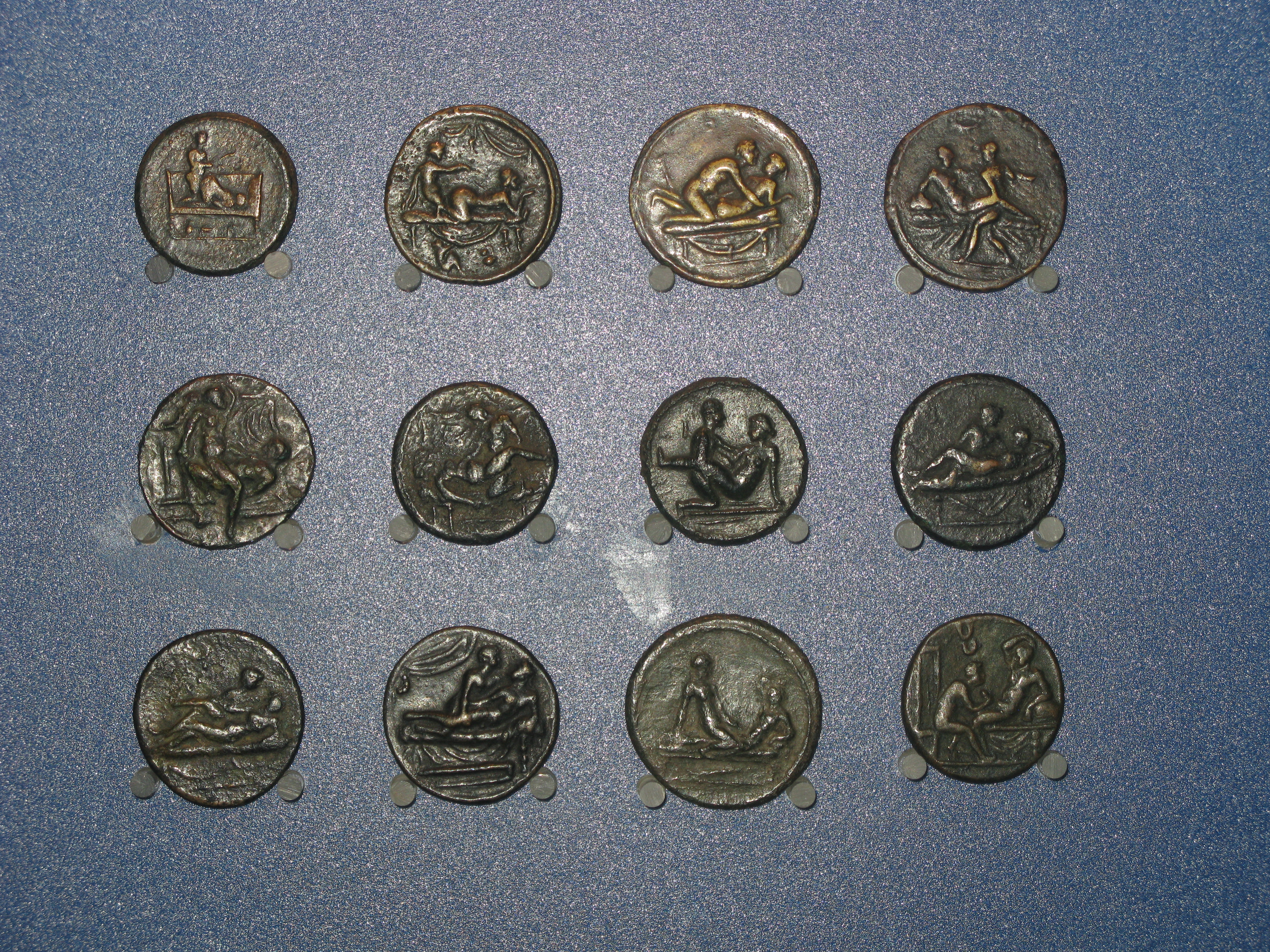
Serie di spintria o gettoni romani con cui si eseguivano i pagamenti all'interno dei bordelli, con un numero da un lato e una scena erotica dall'altro.

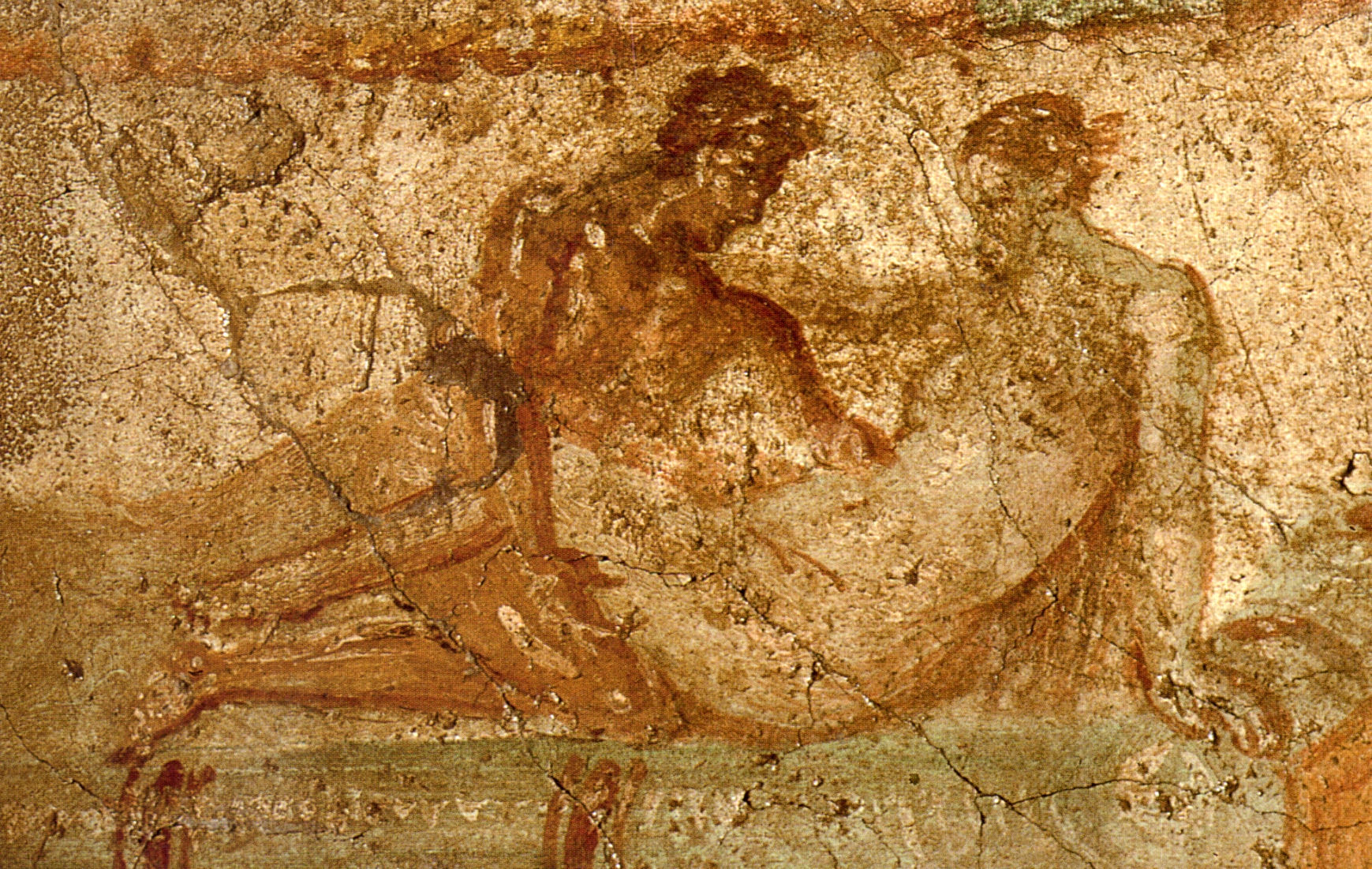
Affresco di arte erotica d'epoca romana.

Ma è con l'avvento dell'età imperiale e il relativo allentarsi dei costumi che molte donne esponenti anche della più alta aristocrazia sembra avessero preso l'abitudine di andar a esercitare l'arte dell'amore all'interno dei bordelli, per proprio esclusivo diletto; Giovenale nella VI delle sue Satire (quella "Contro le donne") racconta che l'antesignana fu niente meno che Valeria Messalina, prima moglie dell'imperatore romano del I secolo Claudio. Ella, appena calava la sera, correva di gran carriera al lupanare dove si divertiva nel mestiere col nome di battaglia di Licisca; con i "capezzoli indorati" l'imperatrice mostrava il ventre ai clienti chiedendo in cambio il prezzo della sua fatica: "Era sempre l'ultima ad andarsene, sfinita da tanti uomini, ma non ancora sazia e con le guance imbrattate". Secondo il racconto che ne fa Gaio Plinio Secondo avrebbe anche vinto una scommessa con un'altra prostituta, battendo il suo record di venticinque maschi posseduti consecutivamente.
In Grecia e a Roma, come detto, la prostituzione era praticata quasi esclusivamente da schiave, a ciò costrette dalla loro condizione sociale; esistevano tuttavia casi di cortigiane di elevato livello culturale dette "etère" (= "compagne"), che in alcuni casi riuscivano ad accumulare notevoli ricchezze e a esercitare, sia pur indirettamente, una certa influenza sulla vita politica e sociale (particolarmente famose, nell'antica Atene classica, la milesia Aspasia di Mileto, compagna dello statista Pericle, e la tespiese Frine, amante dell'oratore Iperide).
Prima della comparsa di un'efficace opera di contraccezione, l'infanticidio era comune all'interno dei bordelli; a differenza del mondo esterno però, dove storicamente sono sempre state le femmine ad avere una più alta probabilità di essere uccise alla nascita, nei tempi antichi le prostitute uccidevano solitamente i figli maschi. Durante l'impero romano le schiave-prostitute fornivano servizi sessuali ai soldati, con i bordelli che erano situati vicino alle caserme e addossati alle mura perimetrali della città.

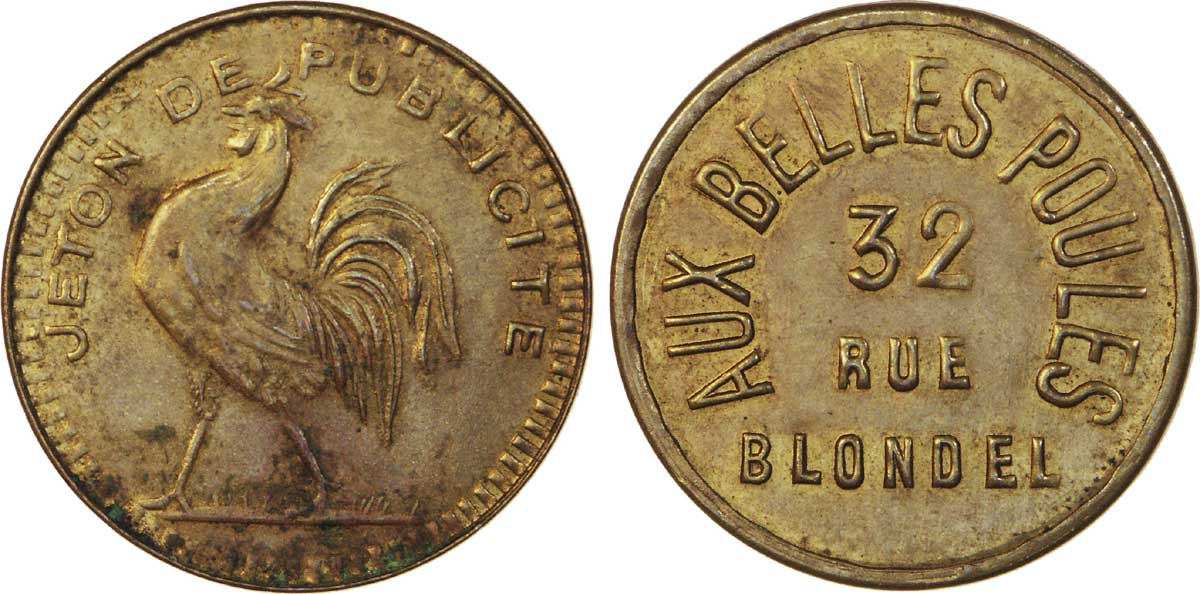
Una marchetta, gettone di un bordello francese.

Le prostitute latine venivano generalmente chiamate con l'appellativo di lupas-lupe, forse perché urlavano di notte per richiamare l'attenzione dei clienti o perché "ululavano" di piacere durante gli incontri intimi a pagamento, ma anche in riferimento al lupo quale animale evocativo di bestialità sessuale, la cui voracità era riconosciuta anche e soprattutto nel campo dell'accoppiamento. Le prostitute indossavano abiti di colore giallo, il colore della vergogna e della follia e che permetteva in tal maniera di riconoscerle meglio, mentre le scarpe erano di un colore rosso vivo; è solo con Domiziano che ragazze che vendono i propri favori si riuniscono in case apposite.
Col sopraggiungere del cristianesimo, l'istituzione cittadina del bordello scompare per almeno un millennio. Nell'alto Medioevo, nessuno si preoccupava dell'esistenza di questi ambienti. Nella maggior parte delle città europee le autorità divengono dopo l'anno Mille le promotrici delle case destinate alle prostitute, assumendone spesso la gestione in proprio. La sorveglianza pubblica sul bordello significa anche controllo sociale, ordinata soddisfazione delle pulsioni sessuali dei cittadini e non da ultimo possibilità di ricavarne entrate fiscali attraverso imposte specifiche.
In Italia, solo nel XIV secolo i governanti e le autorità religiose imposero una licenza per gestire le case di tolleranza che, sotto l'egida della legalità ebbero un grande sviluppo. Nella Roma papalina, ad esempio, il censimento del 1526 registrava 4.900 prostitute ufficiali, su una popolazione di 50.000 abitanti. Ma l'età d'oro dei postriboli pubblici ha termine poco dopo, nella seconda metà del '500, quando la sifilide associata a nuove idee religiose inducono molte città a chiuderli; sotto altri nomi (taverne, bagni pubblici, ecc.) e per iniziativa privata continuano però a prosperare nonostante le sempre più severe leggi al riguardo. Solamente nell'800 torna a imporsi come problema centrale quello del controllo igienico e sociale delle prostitute: ed ecco che al posto del vecchio bordello nasce la casa di tolleranza.

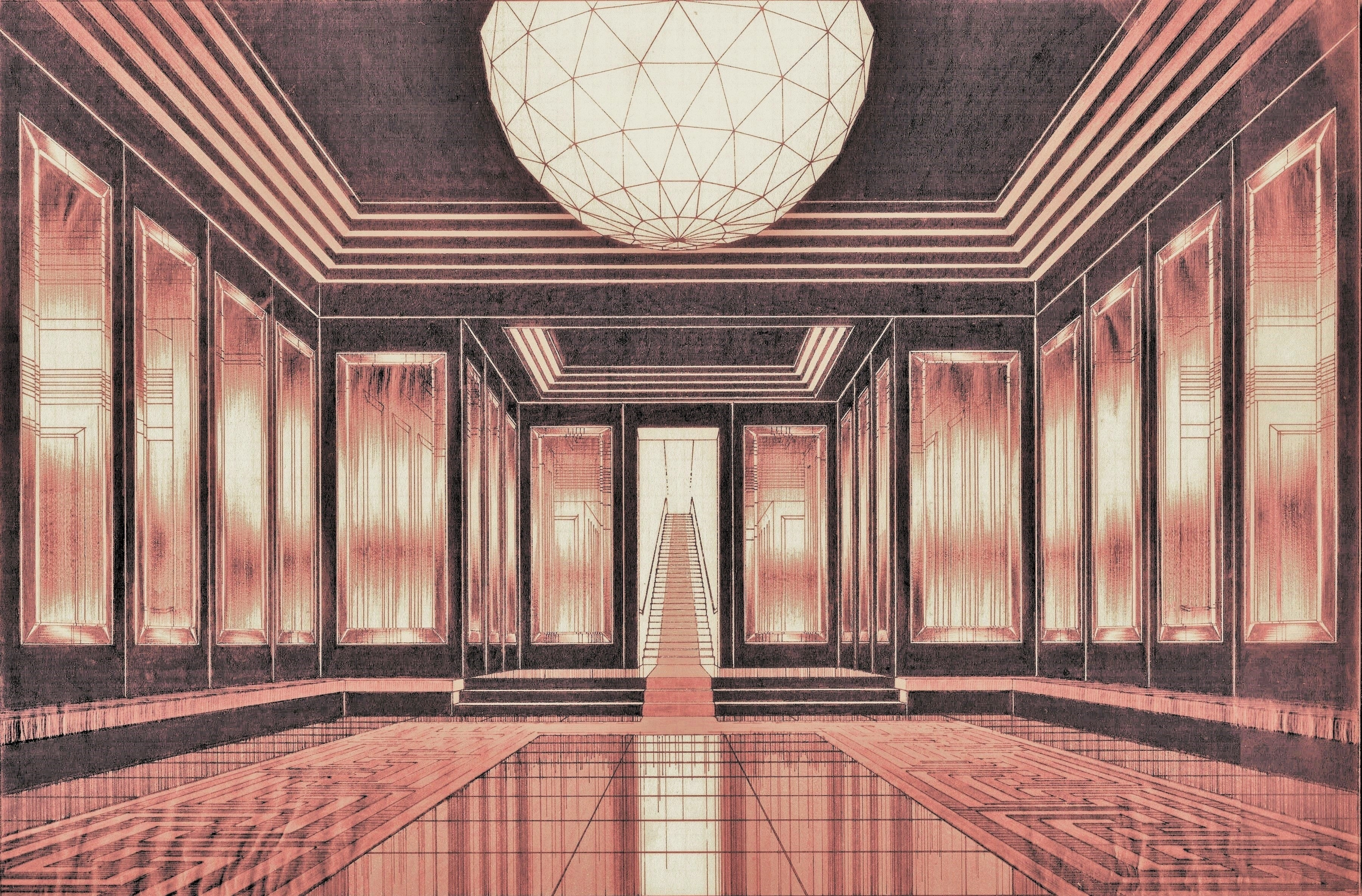
Sala d'aspetto per la casa di M.me B. Progetto di interno di Arnaldo Dell'Ira, Roma, 1939.

Il postribolo diventa una "casa chiusa", dall'abitudine consolidata di tenerne le finestre serrate per impedirne così la vista dall'esterno. Vi è una schedatura delle donne, sia da parte della polizia sia dei medici; ogni due settimane dovevano sottoporsi a una visita che ne attestasse le buone condizioni di salute, mentre ogni sera agenti in borghese passavano per accertarsi che tutto fosse in regola. Ogni donna poteva ricevere non più della metà delle "marchette" incassate ma doveva con quello pagare un affitto per il vitto e alloggio e acquistare tutti gli articoli igienico-sanitari di cui aveva necessità. Per riuscire a metter da parte qualche soldo dovevano generalmente superare le 40 prestazioni giornaliere. Solitamente vi era un cambio periodico tra le ragazze, questo per non annoiare i clienti ma anche per non rischiare di far nascere pericolosi legami sentimentali, cosa sempre possibile.
All'interno la struttura seguiva un ordine consolidato, un ampio salone poco dopo l'ingresso permetteva di "scegliere", appoggiata al muro la cassa dove si riscuotevano le marchette, infine le scale che portavano alle camere: Federico Fellini nel suo film Roma ne fa una descrizione accurata e precisa. Divani in velluto nella sala comune accoglievano clienti e perdigiorno (quelli usi a "far flanella", che si divertivano a chiacchierare con le ragazze senza mai consumare). L'ingresso al casino era permesso per legge solo ai ragazzi che avevano compiuto 18 anni, anche se a volte si chiudeva un occhio se l'adolescente era accompagnato da un adulto; tra la clientela prevalevano gli scapoli civili, i soldati e i marinai, ma assidui frequentatori erano anche artisti e letterati.

## Nel mondo

### Italia

La senatrice Lina Merlin fu la promotrice della legge che porta il suo nome con la quale vennero chiuse le case di tolleranza in Italia.

Nell'agosto del 1948 la senatrice socialista Lina Merlin presentò un primo disegno di legge per l'abolizione delle case chiuse in Italia. Il progetto fu approvato dal Senato, ma la fine della legislatura ne impedì l'approvazione alla Camera. Il testo fu ripresentato l'anno successivo, ma subì un travagliato iter parlamentare; durante l'acceso dibattito in parlamento gli oppositori tentarono di ostacolare l'abolizione delle case di tolleranza adducendo pericoli igienici in caso di chiusura dei bordelli.
Alla mezzanotte del 20 settembre 1958 in Italia le "case chiuse" vengono chiuse.

## Nell'arte
(Gabriele D'Annunzio, Il secondo amante di Lucrezia Buti)

"Au Salon de la Rue des Moulins" (1894), di Henri de Toulouse-Lautrec.

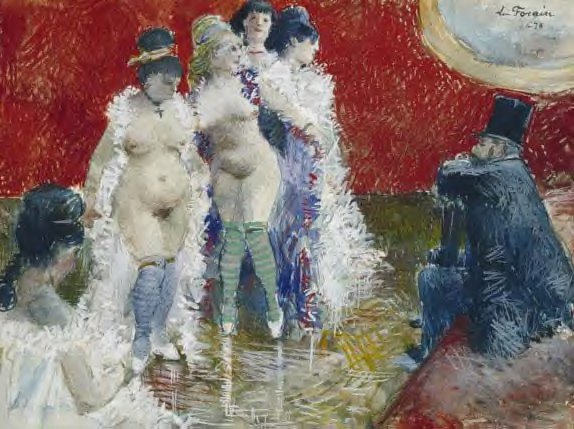
"Il cliente" (1898), di Jean-Louis Forain.

Nelle arti figurative sono note ad esempio le opere di diversi autori: Vincent van Gogh dipinge il Bordello di Arles, Edgar Degas illustra proprio il racconto di Maupassant, Toulouse-Lautrec dedica tutta una serie di tele alle "ragazze di vita", e Pablo Picasso mostra in Demoiselles d'Avignon delle prostitute all'interno di un bordello.
Per quanto riguarda la letteratura, nel XIV secolo l'autore cinese Lanling Xiaoxiao Sheng scrive il romanzo erotico Chin P'ing Mei, e nell'800 lo scrittore francese Guy de Maupassant narra approfonditamente la realtà delle case di tolleranza nel suo racconto La casa Tellier. Altre opere sull'argomento sono:
- Splendori e miserie delle cortigiane (1838-47) di Honoré de Balzac
- La signora delle camelie (1848) di Alexandre Dumas (figlio)
- I miserabili (1862) di Victor Hugo
- Delitto e castigo (1866) di Fëdor Dostoevskij
- Sonata a Kreutzer (romanzo) (1889) di Tolstoj
- Resurrezione (romanzo) (1898-99) di Lev Tolstoj
- L'obelisco nero (1956) di Erich Maria Remarque

L'ambiente delle case d'appuntamento è stato trattato anche dallo scrittore Giancarlo Fusco nella sua raccolta di racconti Quando l'Italia tollerava.